# Selezioni giovanili della nazionale femminile di pallavolo del Suriname
Le selezioni giovanili della nazionale femminile di pallavolo del Suriname sono gestite dalla federazione pallavolistica del Suriname (SuVoBo) e partecipano ai tornei pallavolistici internazionali per squadre nazionali femminili limitatamente a specifiche classi d'età.

## Under 23
La selezione nazionale under 23 rappresenta il Suriname nelle competizioni internazionali dove il limite di età è di 23 anni.
| 2012 | non qualificata |
| 2014 | non qualificata |
| 2016 | non qualificata |
| 2018 | non qualificata |
| 2021 | 4º posto        |
| 2023 | non qualificata |
| 2024 | 8º posto        |
| 2025 | 8º posto        |

| 2021 | 8º posto |

## Under 21
La selezione nazionale under 21 rappresenta il Suriname nelle competizioni internazionali dove il limite di età è di 21 anni.
| 2024 | 8º posto |

## Under 20
La selezione nazionale under 20 (sostituita a partire dal 2022 dall'under 21) rappresentava il Suriname nelle competizioni internazionali dove il limite di età era di 20 anni.
Non ha mai preso parte ad alcuna competizione ufficiale.

## Under 19
La selezione nazionale under 19 rappresenta il Suriname nelle competizioni internazionali dove il limite di età è di 19 anni.
Non ha ancora preso parte ad alcuna competizione ufficiale.

## Under 18
La selezione nazionale under 18 (sostituita a partire dal 2022 dall'under 19) rappresentava il Suriname nelle competizioni internazionali dove il limite di età era di 18 anni.
Non ha mai preso parte ad alcuna competizione ufficiale.